# Casque du Waterloo Bridge
Le casque Waterloo ou casque du Waterloo Bridge est un casque pré-romain celte cérémonial en bronze avec des décorations en repoussé dans le style de l'art celte, et des ornements en forme de cornes coniques qui font sa particularité. Il date d'environ -150 à -50, et a été trouvé en 1868 dans la Tamise près de Waterloo Bridge à Londres, Angleterre. Il est dorénavant exposé au British Museum de Londres

## Importance

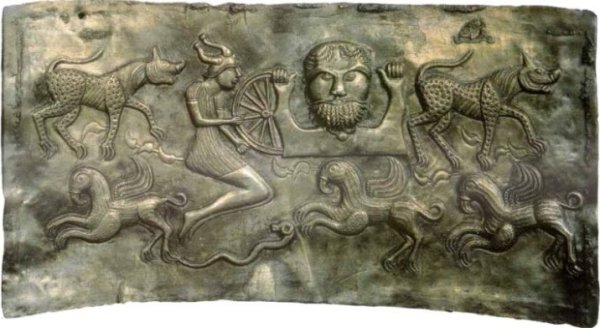
Plaque C du chaudron de Gundestrup, montrant un homme avec un casque à cornes tenant une roue

Le casque du Waterloo bridge est le seul casque de l'Âge du fer à avoir été trouvé dans le sud de l'Angleterre - jusqu'à la découverte du casque du guerrier de North Bersted 
en 2008 et celle du casque de Canterbury vers la même époque - et aussi le seul casque à cornes datant de l'Âge du fer à avoir été trouvé où que ce soit en Europe, les casques danois de Veksø étant bien plus anciens. Il y a cependant plusieurs représentations de l'Âge du fer de personnes portant des casques à cornes provenant d'ailleurs en Europe. 
Il y a ainsi des sculptures de Gaulois portant des casques à cornes sur l'arc de triomphe d'Orange, datant de -55, mais ceux-ci sont très différentes du casque Waterloo. Le casque Waterloo a des cornes droites et coniques avec une large base qui sont des représentations stylisées de cornes d'animaux, tandis que les casques représentés sur les gravures d'Orange montrent des cornes de taureau courbes et réalistes entre lesquelles est placée une roue verticale. Les représentations de l'arc de triomphe d'Orange sont semblables à l'image d'une figure du chaudron de Gundestrup portant un casque à cornes et tenant une roue. Le casque du chaudron est d'une forme différente du casque du Waterloo bridge, et les cornes sont courbées comme celles de l'arc d'Orange, mais, à l'instar du casque Waterloo, les cornes ne sont pas pointues, et sont équipées de boutons terminaux. Un bas-relief de l'Âge du fer à Brague, près d'Antibes, en France, montre également des représentations de personnes portant des casques à cornes.
Malgré les images de casques à cornes sur l'arc de triomphe d'Orange et d'ailleurs, le casque Waterloo reste le seul exemple connu d'un véritable casque à cornes de cette période, les autres casques âge du fer ayant été trouvés, tels que le casque de Meyrick du nord de la Grande-Bretagne, sont sans cornes. Néanmoins, les interprétations artistiques modernes de guerriers de l'âge du fer ont tendance à leur attribuer le port du casque à cornes, étant influencées par les caractéristiques emblématiques du casque Waterloo. Ceci a conduit Miranda Aldhouse-Green, professeur d'archéologie à l'université de Cardiff, à commenter qu'il est « regrettable qu'il ait trouvé une place de choix dans de nombreuses reconstructions populaires de guerriers britanniques ».